# إغناز فريديش طاوش
إغناز فريديش طاوش (بالإنجليزية: Ignaz Friedrich Tausch)‏ (و. 1793 – 1848 م) هو عالم نبات من الإمبراطورية النمساوية .
توفي في براغ .